# Forget and Not Slow Down
Forget and Not Slow Down é o sexto álbum de estúdio da banda Relient K, lançado a 6 de Outubro de 2009.
Em 2010, o álbum foi nomeado para os Dove Awards na categoria "Recorded Music Packaging of the Year"

## Faixas
Todas as letras por Matt Thiessen. Música composta por Relient K.
1. "Forget and Not Slow Down" (com Tim Skipper dos House of Heroes) - 3:32
2. "I Don't Need a Soul" - 3:51
3. "Candlelight" - 3:21
4. "Flare" - 1:00
5. "Part of It" - 3:20
6. "(Outro)" - 1:35
7. "Therapy" (com Brian McSweeney dos Seven Day Jesus) - 3:43
8. "Over It" - 3:54
9. "Sahara" (com Tim Skipper dos House of Heroes, Aaron Gillespie dos Underoath/The Almost e Matt MacDonald dos The Classic Crime) - 3:49
10. "Oasis" - 0:41
11. "Savannah" - 4:17
12. "Baby" - 0:46
13. "If You Believe Me" (com Matt MacDonald dos The Classic Crime) - 3:20
14. "This Is the End" - 2:17
15. "(If You Want It)" - 3:18